# 国立高度専門医療研究センター医療研究連携推進本部
国立高度専門医療研究センター医療研究連携推進本部（Japan Health Research Promotion Bureau：JH)は、国立研究開発法人国立がん研究センター、 同国立循環器病研究センター、同国立精神・神経医療研究センター、同国立国際医療研究センター、同国立成育医療研究センター、同国立長寿医療研究センターの 6つの国立高度専門医療研究センター（NC）が世界最高水準の研究開発･医療を目指して新たなイノベーションを創出するために、6NCの資源･情報を集約し､ それぞれの専門性を生かしつつ有機的･機能的連携を行うこと。またそれにより、日本全体の臨床研究力の向上に資することを目的として2020年4月に発足された。

## 設立の経緯
国立がん研究センター（東京都）、国立循環器病研究センター（大阪府）、国立精神・神経医療研究センター（東京都）、国立国際医療研究センター（東京都）、国立成育医療研究センター（東京都）、国立長寿医療研究センター（愛知県）の6つのナショナルセンターは、国民の健康に重大な影響のある特定疾患等に係る医療に関し、調査、研究及び技術の開発並びにこれらの業務に密接に関連する医療の提供、技術者の研修等を行う国立高度専門医療研究センター（以下、「NC」という。）として、2010（平成22）年度に独立行政法人、2015年度（平成27年度）からは研究開発成果の最大化を目的とする国立研究開発法人へと組織を変えつつ、国民の健康に重大な影響がある特定の疾患等に係る医療に関する調査・研究、技術開発及び医療の提供に加え、難治性・希少性疾患など取組が不十分な分野にも取り組みながら、その時代に要請される国民的な医療課題に対応してきた。人口構造や疾病構造が急激に変化し、患者像が多様化・複雑化する昨今の情勢に対応するためには、NCでなければ確保できない疾患横断的な取組を更なる連携と機能強化により実現することが必要であり、NCの果たすべき役割は益々大きくなっています。特に、我が国の研究開発力が低下する中で、NCが我が国の医療研究開発において強い牽引力を発揮することが期待されている。
このような状況を鑑み、厚生労働省及び有識者によりNCにおける今後の組織のあり方が議論された結果、2018年12月に「NCは国民の健康に重大な影響のある特定の疾患分野ごとの医療提供に中心的な役割を果たすとともに、病院を併せ持つ強みを最大限に生かした研究開発への取組は今後も継続すべきである一方、人口・疾病構造が急激に変化し、患者像が多様化・複雑化する昨今の情勢に対応するため、疾患横断的に取り組めるよう更なる連携と機能強化が必要なことから、当面は横断的な研究推進組織を6NCの内部組織として設置すべきであり、2020年度からの速やかな実現を目指す」との報告書が取りまとめられた。
これらの経緯を踏まえ設立されたのが、国立高度専門医療研究センター医療研究連携推進本部（Japan Health Research Promotion Bureau：通称「JH」)であり、NCが世界最高水準の研究開発･医療を目指して新たなイノベーションを創出するために、6NCの資源･情報を集約し､それぞれの専門性を生かしつつ有機的･機能的連携を行う。そのことによって、我が国全体の臨床研究力の向上に資することを目的としています。

## 全体方針
上記ミッションを達成するため、以下のことを実現する。
1. 新たなニーズに対応した研究開発機能を支援･強化
2. 6NC連携で効果的な研究開発が期待される領域の取組を支援・強化
3. 6NC全体として研究成果の実臨床への展開を支援・強化

## 今後具体的に取り組むべき事業

### データ集積のための基盤強化・拠点化
- 電子カルテから疾患情報の取得によるレジストリ構築をサポートする情報基盤の構築
- レジス卜リの利活用のルール作り
- 他研究機関の疾患レジストリとの連携

### 共同研究の推進
- 社会医学の推進
- 臨床研究の疾患横断的な推進(生物統計部門の共有化)
- バイオバンク・疾患レジス卜リを活用した研究
- 高額機器を備えた共同研究施設（NGS、オミクス解析、イメージング、PK・PD）の整備（バイオインフォマテイシャンの共同雇用も含めて）
- AMED等の研究への共同提案
- 企業との共同研究の推進、参画
- 研究の効率化（試薬・機器の共同購入、感染防御対策についての共通マニュアル策定、オンラインジャーナル購読の共同化）

### 広報
- ウェブページの作成
- 研究成果の発信、SNSの活用
- メデイアセミナー、市民公開講座
- 政策提言機能の強化

### 知財・法務
- 知財取得・管理の強化
- 共同研究契約締結支援などの強化
- 臨床研究の法的側面からの支援・アドバイス
- 企業との連携ラボの促進

### 人材育成
- 疾患横断的な共同研究等の推進を担う人材育成支援
- データサイエンティスト（バイオインフォマティシャン・生物統計家等）の育成支援
- 公衆衛生・疫学・政策提言などの社会医学系人材育成支援
- 若手医師の学位・専門資格取得支援（連携大学院等）、研究継続支援

## JHが支援している研究（かっこ内は主任研究者）
- 電子医療情報を活用した疾患横断的コホート研究情報基盤整備事業（国立がん研究センター 社会と健康研究センター長 津金昌一郎）
- ナショナル・センター・バイオバンク・ネットワーク事業（国立国際医療研究センター 中央バイオバンク長 徳永勝士）
- 6NC連携による医療政策研究等を目的としたNDB研究体制構築のための研究（国立国際医療研究センター 国際医療協力局 グローバルヘルス政策研究センター センター長 磯博康）
- 実装科学推進のための基盤構築事業（国立がん研究センター 中央病院 支持療法開発センター/社会と健康研究センター副センター長 内富庸介）
- 電子カルテ情報を活用したリアルワールドデータ収集・提供基盤の構築事業（国立精神・神経研究センター トランスレーショナル・メディカルセンター 情報管理・解析部 波多野賢二）
- 6NC連携によるレジストリデータの活用基盤の構築事業（国立国際医療研究センター 臨床研究センター長 杉浦亙）